# Yves Frémion
Yves Frémion, de son nom complet Yves Frémion-Danet, né le 14 juin 1947 à Lyon, est un écrivain, critique de bande dessinée, iconologue et homme politique français. Il est également connu sous divers pseudonymes dont le pseudonyme collectif Colonel Durruti qu'il partage avec Emmanuel Jouanne.
Actif sur le plan politique; membre du parti Les Verts, il a notamment été député européen et conseiller régional d'Île-de-France. Yves Frémion est en outre Régent du Collège de 'Pataphysique depuis juin 2021.

## Parcours

### Littérature et bande dessinée
Fondateur en 1974 aux éditions du Fromage du fanzine de bandes dessinées Le petit Mickey qui n'a pas peur des gros, Yves Frémion, amateur de littératures parallèles, a dirigé des anthologies et fut un temps rédacteur de la revue de science-fiction Univers aux éditions J'ai lu (1975-1979).
Ancien critique dans Charlie Mensuel, Actuel (1970-1975), L'Écho des savanes, Le Magazine littéraire, L'Express, ZOO et dans le blog Les petits Miquets du Monde, il est de 1975 à 2014 un des piliers de la revue de BD Fluide glacial créée par le dessinateur Gotlib. Il y signe différentes chroniques, dont La Gazette de Frémion, et son goût prononcé pour les calembours est régulièrement brocardé et crobardé par l'ensemble de la rédaction[réf. nécessaire].
Auteur d'une centaine d'ouvrages, romans et essais, on lui doit aussi des monographies d'auteurs de bande dessinée et d'illustrateurs tels que Gotlib, Serre, Binet, Reiser, Goossens, Brantonne, Raylambert et Germaine Bouret.
Yves Frémion est également membre de différents jurys dont le prix Tournesol, le prix Papiers nickelés et le jury de l'académie de la Carpette anglaise qui — parodie des prix littéraires — attribue chaque année un prix d’indignité civique à un membre des « élites françaises » qui s’est particulièrement distingué par son acharnement à promouvoir la domination de l’anglo-américain en France au détriment de la langue française.
Ancien président du Syndicat des écrivains de langue française, dont il est toujours membre actif, en particulier dans un rôle de délégué auprès du Conseil permanent des écrivains, il fonde en 2001 l'Oupolpot (Ouvroir de politique potentielle), un ouxpo. Il est également désigné en qualité d'expert et d'iconologue par le site Interenchères pour la vente de dessins de presse, d'illustrations et de planches de bande dessinée organisée en 2008 au profit du DAL ainsi que pour la vente du fonds de l'atelier de Georges Beuville en 2009,.
Il est le premier président du Motif, observatoire régional du livre et de l'écrit en Île-de-France, de novembre 2008 à juin 2010,.
Fondateur en 2011 de la revue Barricade, « magazine d'idées et d'humour » (9 numéros), il anime également la revue Papiers nickelés, organe de l'association destinée à fonder un Centre international de l’imagerie populaire, du dessin imprimé et du patrimoine sur papier (CIP) qui aura pour but de promouvoir le dessin imprimé sous toutes ses formes (BD, illustration, dessin d’humour, affiche, gravure, imagerie populaire…).
En février 2014, après 38 ans de collaboration ininterrompue, Frémion « quitte Fluide glacial (ou l’inverse) » à la suite d'un conflit avec Lindingre, son rédacteur en chef.

### Pseudonymes utilisés
Art(h)ur Conan Doc, Batteste Monokini, Bethsabée Mouchot, Hassen Seffaf, Yvan E. Frémov, Jean-Edern Hyerestation-du-RER, Laurent Tharbes, Les Frères L. et D. Corson de Rojayheart, Max de Blé, Noël Hobalcon et Paco Tison, Théophraste Épistolier, Yves Frémion de la Fermez, Yves Mousse[réf. nécessaire].

### Distinction
Le 14 juin 2021, il est nommé Régent du Collège de 'Pataphysique.

### Politique
Yves Frémion a été et est actif sur le plan politique : membre du parti Les Verts (il est député européen de 1989 à 1994 et conseiller régional d'Île-de-France de mars 1998 à mars 2010), il fut également vice-président du Réseau Voltaire (1994),.
Candidat à l'investiture des Verts pour l'élection présidentielle de 2002, il recueille 8,20 % des voix au premier tour le 18 mai 2001.

#### État d'urgence en France en 2015
Le 30 novembre 2015, il est parmi les signataires de l'Appel des 58, manifeste signé par cinquante-huit personnalités pour défendre la liberté de manifester pendant l'état d'urgence décrété en France après les attentats de Paris : « Nous manifesterons pendant l'état d'urgence »,.

#### Élections législatives
Candidat écologiste indépendant aux législatives en 2017 dans la sixième circonscription de Paris, face à la député sortante EÉLV Cécile Duflot, il obtient 1,86 % des suffrages exprimés au premier tour.
Il est de nouveau candidat écologiste indépendant en 2022 dans la même circonscription et obtient 1,74% .

## Résultats électoraux

### Primaire des écologistes
| Année | Parti | Parti | 1er tour | 1er tour | 1er tour |
| Année | Parti | Parti | Voix     | %        | Rang     |
| ----- | ----- | ----- | -------- | -------- | -------- |
| 2001  |       | LV    | 493      | 8,20     | 5e       |

### Élections législatives
| Année | Parti | Parti | Circonscription | 1er tour | 1er tour | 1er tour |
| Année | Parti | Parti | Circonscription | Voix     | %        | Rang     |
| ----- | ----- | ----- | --------------- | -------- | -------- | -------- |
| 2017  |       | DVE   | 6e de Paris     | 803      | 1,89     | 8e       |
| 2022  | 782   | DVE   | 6e de Paris     | 1,74     | 7e       |          |

## Œuvres
(Liste non exhaustive.)

### Ouvrages sur la bande dessinée, le dessin d'humour et l'illustration
- Reiser, Albin Michel, 1974
- Charlie Hebdo, Albin Michel, 1974
- Best of Le Petit-Miquet qui n'a pas peur des gros, Artefact, 1976
- Brantonne au Fleuve Noir, Kesselring, 1979
- Les Nouveaux Petits-miquets, 1982, Le Citron hallucinogène
- L'ABC de la BD, 1983, coll. E3, Casterman
- Brantonne illustrateur, Le Dernier Terrain Vague, 1983
- Binet, Jacky Goupil éditeur, 1984  (ISBN 978-2867250101)
- Images interdites, tome 1, avec Bernard Joubert, éditions Alternatives, 128 p., 1989  (ISBN 978-2867384233)
- Le Guide de la bédé francophone, 1990, Syros Alternatives
- Sur les traces de Marcel Gotlib, 99 p., Dargaud, 1996  (ISBN 978-2205041217)
- Goossens, un mec ordinaire pas ordinaire, 1998, Bethy
- Germaine Bouret : le bonheur de l'enfance, Hoëbeke, 1998  (ISBN 9782842300692)
- Serre 1938-1998, Glénat, 2001
- L'École enchantée de Raylambert, avec Daniel Durandet, 160 p., 2016, Belin éditeur  (ISBN 978-2701182865)
- Images interdites, tome 2, 272 p., 2021, éditions Alternatives  (ISBN 978-2072853395)

### Essais
- Octobre, octobres, Kesselring, 1977
- Les Orgasmes de l'Histoire. 3 000 ans d'insurrections spontanées (avec Volny), Encre, L'Atelier du possible, 1980
- La Planète Larzac, Ponte Mirone, 1980
- Léauthier l'anarchiste, Flammarion 1999, rééd. L'Echappée 2011
- Histoire de la révolution écologiste, Hoëbeke, 2007
- Provo la tornade blanche, rééd. Nautilus 2009

### Romans et nouvelles
- Territoires du tendre, 1982, Denoël, Présence du futur, no 335
- Les morts sont tous des cons, Ateliers Du Tayrac, 1986
- Cosmosculpture, nouvelle, 1986
- Rêves de sable, châteaux de sang (nouvelles), J'ai lu, 1986
- Ronge, 1988, Fleuve Noir
- L'Hétéradelphe de Gane, Futurs no 8, 1989 (prix Rosny aîné 1990)
- Déluge sur Monteyrac, La Bibliothèque verte (coll. « Planète verte »), Hachette, 1997
- Le Tueur, 1998, Série noire no 2502
- Tongre, Gallimard 1986 ; rééd. Le Navire en Pleine Ville, coll. « Sous le Vent Classiques », 2006
- Cher Visiteur, Atelier de Presse, 2008

#### Sous le nom deColonel Durruti[25]
- Tuez un salaud ! Le Soviet, tome 1, Fleuve noir, 1985 ;  rééd. Gallimard, Série noire no 2469, 1997 et Goater Noir no 5, 2014
- Le Rat débile et les Rats méchants, Fleuve noir, coll. « Spécial Police » no 2034, 1986 ; rééd. Goater Noir no 8, 2015
- C'est la danse des connards, Fleuve noir, coll. « Spécial Police » no 2050, 1987 ; rééd. Goater Noir no 10, 2015
- Berlin l'enchanteur, Série noire no 2470, 1997 ; rééd. Goater Noir no 12, 2016
- Le Soviet au Congo, Goater Noir no 15, 2016[26]

### Divers
- Le Pop-Up, livre-jouet pour adultes scénarisé par Yves Frémion et illustré par des dessinateurs de Fluide Glacial[27]
- Nos Monstres, cinquante textes d'Yves Frémion illustrés par Flavien Moreau, 128 p., éditions Rouquemoute, 2021 (extraits en ligne)

## Prix
- Prix du rayonnement des lettres à l'étranger 2010, pour avoir contribué à promouvoir la littérature de la Communauté française de Belgique.
- Prix Rosny aîné 1990 pour L'Hétéradelphe de Gane.